# Dobrești (Bihor)
Dobrești is een Roemeense gemeente in het district Bihor.
Dobrești telt 5651 inwoners.